# Zara Yaqob
Zar’a Ya’qob (bzw. Zɛra Yaəqob, äthiop. ዘርአ:ያዕቆብ, „Saat Jakobs“; Thronname: Konstantin I.; ቈስታንቲኖስ, Kwestantinos I.; * 1399; † 26. August 1468) war vom 19. oder 20. Juni 1434 bis 1468 Negus Negest (Kaiser) von Äthiopien sowie ein Mitglied der Solomonischen Dynastie.

## Zara Yaqobs Herkunft und Herrschaft
Er wurde in Tilq, in der Provinz Fatagar (heute ein Teil von Oromiyaa, in der Nähe des Awash) als jüngster Sohn David I. und dessen jüngster Königin, Igzi Kebra, geboren.
Paul B. Henze greift die Überlieferung auf, wonach die Missgunst seines älteren Bruders Theodor I. die Höflinge zwang Zara Yaqob nach Tigray zu schaffen. Dort wurde er im Geheimen großgezogen und in Aksum sowie im Kloster Debra Abbai ausgebildet. Für Taddesse Tamrat erscheint diese Geschichte im Einzelnen unwahrscheinlich, auch wenn er sie, im Hinblick auf den religiösen Hintergrund des Aufstiegs Zara Yaqobs, für unschätzbar erachtet. Er hält dagegen, dass Zara Yaqob in seinem Mashafa Berhan schreibt, dass er erst zur Thronbesteigung von seinem königlichen Gefängnis auf Amba Geshen geholt worden sei.
Nach dem Tod des Kaisers David wurde Zara Yaqob durch seinen älteren Bruder Theodor I. auf Amba Geshen eingesperrt. Begünstigt durch die schnelle Aufeinanderfolge verschiedener Kaiser in den folgenden 20 Jahren, bei denen all seine älteren Brüder verschwanden und nur minderjährige Söhne zurückließen, welche keine Unterstützung am Hof fanden, war Zara Yaqob ein ständiger Kandidat für den Kaiserthron.
1434 wurde Zara Yaqob Kaiser; es dauerte jedoch noch zwei Jahre, ehe er 1436 in Aksum, wo er drei Jahre lang lebte, gekrönt werden sollte. Unter den äthiopischen Herrschern war es üblich, die Krönung auf einen späteren Zeitpunkt zu verschieben.
Nach seinem Amtsantritt heiratete Zara Yaqob die Prinzessin Eleni, die vor der Ehe vom Islam konvertiert war. Eleni war die Tochter des Königs von Hadiya, einem der Sidama-Königreiche südlich des Abbai-Flusses. Obwohl sie ihm keine Kinder gebar, entwickelte sich Eleni zu einer einflussreichen politischen Person. Als eine Verschwörung zu Tage trat, bei der auch einer seiner Bitwoded beteiligt war, reagierte Zara Yaqob, indem er seine beiden Töchter Medhan Zamada und Berhan Zamada mit diesen Aufgaben betraute. Den Chroniken seiner Herrschaft zufolge ernannte der Kaiser zudem seine Töchter und Nichten zu Gouverneuren über acht Provinzen. Diese Tat stellte sich als nicht erfolgreich heraus.
Er besiegte Badlay ad-Din, den Sultan von Adal, in der Schlacht von Gomit 1445 und festigte dadurch seine Handhabe über die Sidamo-Königreiche im Süden sowie über die geschwächten muslimischen Königreiche am anderen Ufer des Awash. Seine Feldzüge im Norden gegen die Agau und Falaschen waren hingegen weniger erfolgreich.
Als er ein helles Licht im Himmel erblickte, gründete Zara Yaqob die Stadt Debre Berhan und machte sie zu seiner Hauptstadt für den Rest seiner Herrschaft. Dieses Licht wird von den meisten Historikern als Halleyscher Komet erkannt, der 1456 in Äthiopien zu sehen war.
Seine Politik war auf einen starken Zentralismus des Staates und die Einführung einer einheitlichen Verwaltung ausgerichtet. Sie trug Züge des Absolutismus. Für seine Zwecke entmachtete Zara Yaqob lokale Machthaber und ersetzt diese durch ihm treu ergebene Statthalter. Sein Augenmerk lag auf den nördlichen Territorien des Reiches, die an das Rote Meer grenzten. Der dortige Verwalter wurde zur zweitwichtigsten politischen Persönlichkeit des Staates, was jedoch auch einen der Gründe für spätere Sezessionsbestrebungen dieser Bezirke darstellte. Rechtsverstöße ließ Zara Yaqob unnachgiebig ahnden, wodurch auch Denunziationen um sich griffen.
Zum Ende seiner Herrschaft entwickelte sich Zara Yaqob immer mehr zu einem Despoten, der paranoide Angst vor Attentaten und Schadzaubern hatte. Als der Abt von Debre Libanos, Takla Hawariat, die Ermordung und das Schlagen von Menschen anprangerte, ließ der Kaiser den Abt verprügeln und ins Gefängnis werfen, wo er nach wenigen Monaten starb. 1453 war Zara Yaqob von einem Anschlag gegen sich überzeugt und verschärfte daraufhin seine brutalen Maßnahmen. Zunehmend glaubte er, dass seine Frauen und Kinder sich gegen ihn verschworen hätten, und so ließ er einige von ihnen verprügeln. Seyon Mogasa, die Mutter des späteren Kaisers Ba’eda Mariam, starb 1462 an den Folgen dieser Misshandlung. Dies führte zu einem Bruch zwischen Vater und Sohn. Die Beziehungen zwischen den beiden wurden letztlich repariert, und Zara Yaqob bestimmte Baeda Mariam öffentlich zu seinem Nachfolger.

## Zara Yaqob und die Äthiopische Kirche
Als Zara Yaqob den Thron bestieg, diskutierte die Äthiopische Kirche seit etwa einem Jahrhundert die Rolle des Sabbat. Eine Gruppe, die den ägyptischen Bischöfen nahestand, glaubte, dass der Sabbat nur an einem Tag befolgt werden sollte; während die Anhänger Ewostatewos ebenso wie ihr Gründer den Samstag und Sonntag zum Sabbat erklären wollten. Es gelang ihm zwei kurz zuvor eingetroffene ägyptische Bischöfe zu einem Kompromiss zu überreden, der der Wiederherstellung der Harmonie mit dem Haus Ewostatewos dienen sollte. Zur gleichen Zeit unternahm er Anstrengungen, das Haus Ewostatewos zu beruhigen. Diese stimmten dem Kompromiss 1442 zu, während die beiden ägyptischen Bischöfe erst 1450 auf dem Konzil von Debre Mitmaq in Tegulet einwilligten.
Kaiser Zara Yaqob führte die Rolle des Verteidigers des Patriarchen von Alexandrien weiter fort. Als er 1441 von der Zerstörung des ägyptischen Klosters Debre Mitmaq durch den Sultan Dschakmak erfuhr, rief er eine Zeit der Trauer aus, und protestierte anschließend heftig in einem Brief an den Sultan. Er erinnerte Dschakmak, dass er die muslimischen Untertanen in seinem Reich ordentlich behandelte und warnte ihn, dass er die Macht besitze den Nil umzulenken, dies jedoch aus Rücksicht auf das entstehende menschliche Leid nicht tue. Dschakmak versuchte mit Geschenken die Wut Zara Yaqobs zu mildern. Er weigerte sich jedoch die koptischen Kirchen, die er zerstört hatte, wieder aufzubauen.
Edward Ullendorff hebt auch die Bedeutung des Kaisers für die äthiopische Literatur hervor, indem er anführt, dass Zara Yaqob der Autor zweier wichtiger theologischer Werke sei. Im Mashafa Berha („Buch des Lichts“) beschreibt Zara Yaqob seine kirchlichen Reformen und verteidigt seinen Glauben. Das zweite Buch ist das Mashafa Milad („Buch der Geburt“), in dem die Grundsätze und Liturgien der äthiopischen Kirche sowie die verschiedenen Glaubensrichtungen der Äthiopier dargestellt werden.

## Auslandsangelegenheiten
Zara Yaqob sandte 1450 eine diplomatische Abordnung unter dem Sizilianer Pietro Rombulo nach Europa, um direkt nach Fachkräften zu fragen. Jener
Pietro Rombulo war zuvor auf einer Mission in Indien erfolgreich gewesen und suchte zunächst den Papst Nikolaus V. auf, bevor er sich an den Hof Alfons V., seinem Hauptziel, begab. Letzterer zeigte sich gefällig.

## Rezeption
Der britische Äthiopienexperte Edward Ullendorff führt an, dass Zara Yaqob der großartigste Herrscher war, den Äthiopien seit Ezana zu Hochzeiten des Aksumitischen Reichs gesehen hatte. Abgesehen von den Kaisern Menelik II. und Haile Selassie reichte keiner seiner Nachfolger an ihn heran.